# 阿里·哈迪·纳基

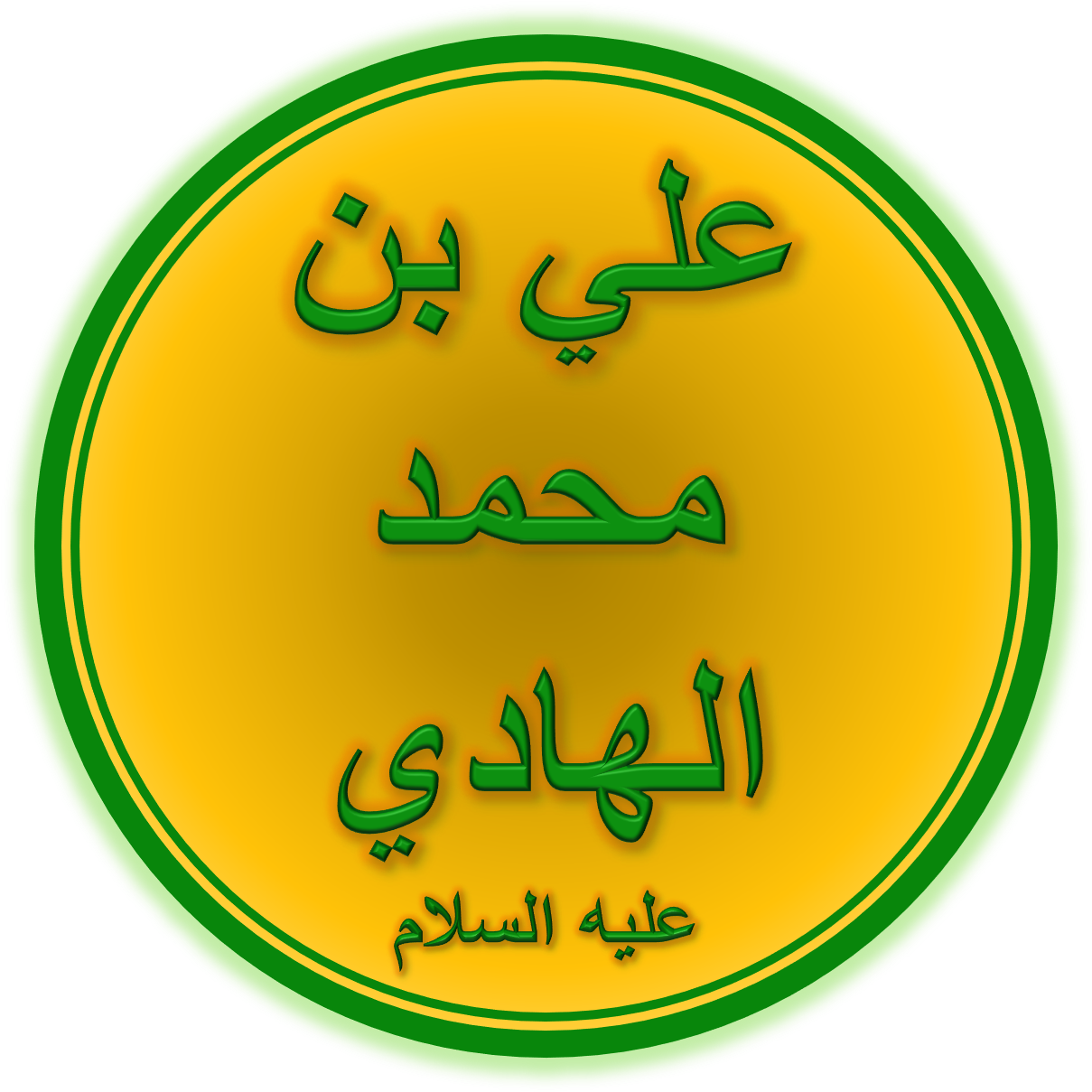
伊玛目阿里·哈迪

阿里·哈迪·纳基（阿拉伯语：علي الهادي النقي）称为 阿里·本·穆罕默德·本·哈迪，生于伊斯兰历212年12月15日（公历878年3月）-归真于伊斯兰历254年7月3日（公历868年6月）是伊斯兰教什叶派主流派别十二伊玛目派尊奉的第十任伊玛目，他与其子哈桑·阿斯卡里葬于萨迈拉，后建成宏伟的陵寝和清真寺，即阿里·哈迪清真寺（或阿斯卡里清真寺）已成为什叶派穆斯林朝圣圣地之一。
阿里·本·穆罕默德·本·阿里绰号为艾布·哈桑，为了与同样为绰号为艾布·哈桑的太爷爷穆萨·卡泽姆和祖父 阿里·本·穆萨·礼萨有所区分，称呼他为艾布·哈桑三世。其母为摩洛哥的女奴苏玛尼。
伊玛目承认，哈迪在其父归真后在孩童时期成为伊玛目，在穆泰瓦克里（穆尔塔斯姆和瓦兹格之间）阿巴斯王朝哈里法倾向于穆尔塔泽里，为哈迪在麦地那的教学和活动提供了相对自由的政治和思想环境。
随着穆塔瓦克里和圣训派的崛起，哈迪和什叶派的活动范围大幅度缩小，之后穆塔瓦克里在部分人妄称哈迪决定起义的怂恿下，将哈迪传召到其首都萨迈拉，在这座军事城市里近距离监视他。哈迪在萨迈拉过着相对自由的生活，但选择书信来保持与其追随者的联系。这些信件通过代理人传递，哈迪在不同的地区管理什叶派事务和获取税收（五分之一税），其中最重要的代理人是奥斯曼·本·赛尔迪，后来以什叶派第十二任伊玛目的首席助手而闻名。
哈迪在萨迈拉因不同缘由受到穆塔瓦克里的骚扰和怀疑，在穆塔瓦克里之后穆塔扎和穆斯塔尔执政时间较短，哈迪的压力相对于有所减轻。根据什叶派的传述，最终穆塔扎下令毒杀哈迪。在哈迪德殡礼期间由于人数众多，将其灵柩运回他的家中，在那里安葬，之后他的儿子哈桑·阿斯克里同样在此安葬，此处被命名为双阿斯克里圣陵。
记载了许多关于哈迪德奇迹和神迹，部分夸张者例如穆罕默德·本·努苏里·努麦拉称他为圣人，一些宿命和自由意志的论文和类似于《伟大社会》和《格迪乐》的拜谒也归功于哈迪。
《 伟大社会的拜谒》从不同角度将什叶派社会重要原则之一的领袖权和继承权进行了伔长而雄辩的描述，并强调了什叶派伊玛目领导权对于伊斯兰社会的统治和领导。

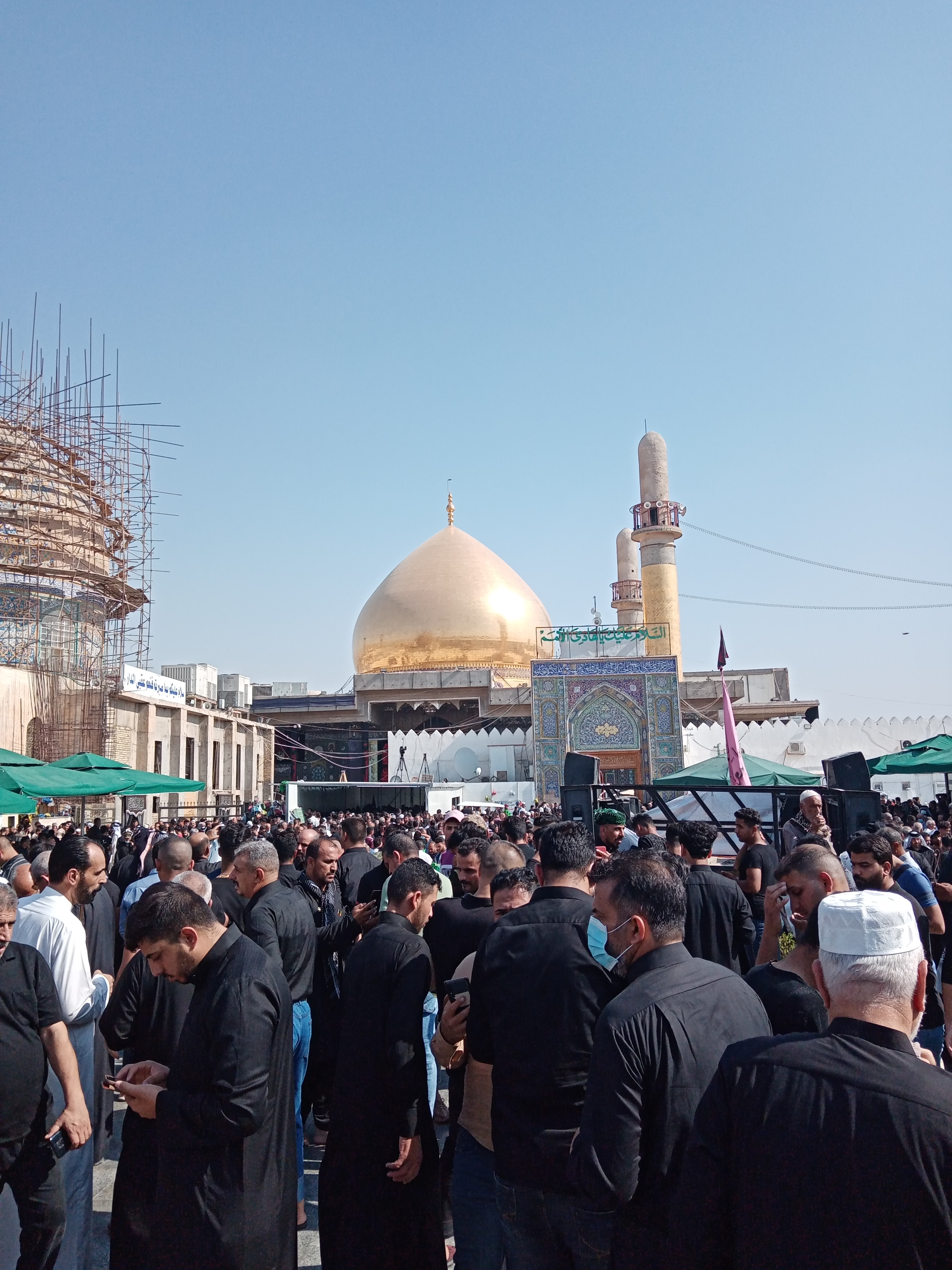

## 生平

### 出生和童年
阿里·哈迪于伊斯兰历212年杜哈杰月16日（公元828年3月7日）出生于麦地那附近的索拉亚村。该村庄由他的曾祖父穆萨·卡齐姆创建。
阿里·哈迪是穆罕默德·贾瓦德（卒于835年）的儿子，穆罕默德·贾瓦德是十二伊玛目中的第九位。阿里·哈迪的母亲是萨玛娜（或苏珊），她是一位来自马格里布的被解放的奴隶（umm walad）。
鉴于阿里和他的儿子哈桑在阿巴斯王朝监视下在驻军城市萨迈拉过着受限制的生活，他们共同拥有"阿斯卡里"（al-Askari，阿拉伯语：عسكري）的称号，意为"军事的"。阿里·哈迪在什叶派圣训文献中也被称为阿布·哈桑第三（阿拉伯语：أبوالحسن الثالث），以此将他与前两位同名的伊玛目区分开来。这两位前任分别是第七任伊玛目穆萨·卡齐姆（卒于799年）和第八任伊玛目阿里·里达（卒于818年）。

### 穆塔西姆统治时期（統治時期833–842）
阿里·哈迪在此期间居住于麦地那。 其父贾瓦德与妻子乌姆·法德尔可能因穆塔西姆（統治時期 833–842）征召，于835年前往阿拔斯王朝首都巴格达， 将阿里独自留在麦地那。 穆罕默德·贾瓦德同年逝于巴格达， 享年约二十五岁。 什叶派史料指控穆塔西姆多次试图抹黑贾瓦德并最终毒杀他， 而逊尼派文献对其死因保持沉默。 阿里·哈迪丧父时约七岁。 多则什叶派记载（如 Ithbat与Dala'il al-im'ama）描述阿里在父亲离世瞬间通过超自然感应获知。 Dala'il al-im'ama是另一部早期什叶派伊玛目传记集，常被归为十二伊玛目派学者伊本·贾里尔·鲁斯塔姆·塔巴里所作。
父亲去世后，年幼的阿里可能被阿拔斯王朝交由敌对者监护。 此期间，什叶派前任伊玛目的亲信穆罕默德·本·法拉吉亦难直接接触阿里——十七世纪什叶派圣训集Bihar al-Anwar（由十二伊玛目派大学者穆罕默德-巴基尔·马吉里西（died in|1698）编纂）中的记载暗示了此点。 Ithbat记述：仇视什叶派的阿拔斯官员欧麦尔·本·法拉吉·鲁哈吉（Umar ibn al-Faraj al-Rukhaji） 在贾瓦德死后不久到访麦地那，将阿里交由非什叶派导师阿卜杜拉·朱奈迪（Abu Abd-Allah al-Junaydi）监管。 此举旨在切断阿里与什叶派的联系Ithbat甚至称其遭软禁。 该文献还描述朱奈迪因惊叹这名孩童的学识最终皈依什叶派。 十二伊玛目派著名神学家谢赫穆菲德（died in|1022）在其传记著作Kitab al-Irshad中亦强调阿里幼年即展现非凡学识，该著作被多数什叶派视为可靠且未夸大。 伊斯兰研究学者马修·皮尔斯将此类记载与希伯来诗篇、基督教福音书及《古兰经》3:46节关于耶稣"在摇篮里向世人说话"的经文相联系。

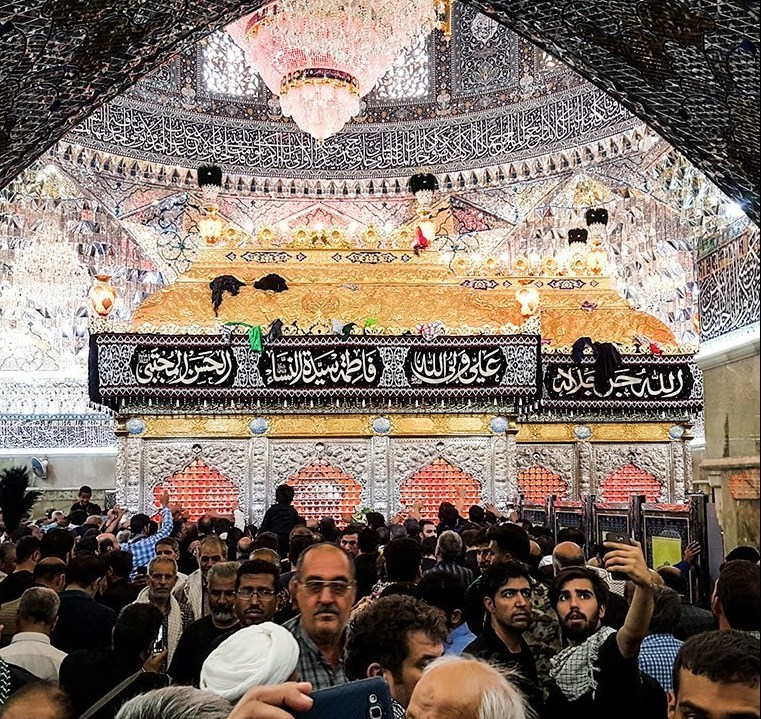

### 瓦西格统治时期（統治時期842–847）
随着较为温和的哈里发瓦西格（al-Wathiq）于842年即位，阿里·哈迪（Ali al-Hadi）结束了隐居生活。这位哈里发此前曾为贾瓦德（al-Jawad）主持葬礼祈祷。这一时期什叶派社群享有相对自由。早期历史学家阿布·法拉吉·伊斯法哈尼（卒于死亡年份|967）记载，阿里后裔（即第一位什叶派伊玛目阿里·伊本·艾比·塔利卜（卒于死亡年份|661）的子孙）获得了津贴补助。作为阿里后裔的阿里·哈迪，在这一时期的活动也较少受到限制。
成年后，阿里·哈迪在麦地那从事教学工作，可能吸引了来自伊拉克、波斯和埃及的大批学生。这些地区传统上最支持先知家族（Ahl al-Bayt）。据易卜拉欣·本·马赫齐亚尔·阿瓦兹（Ibrahim ibn Mahziyar al-Ahwazi）记载，他在伊斯兰历228年（842-843年）曾与兄弟阿里一同拜访阿里·哈迪交付物品。这两兄弟都是贾瓦德的忠实追随者。伊斯兰学者肖娜·F·沃德罗普（Shona F. Wardrop）认为，这可能表明年轻的阿里·哈迪开始重新建立与其父亲追随者的联系。
此后五年间，阿里·哈迪成功与多个地区的代表建立了联系。这一时期的《确证》（Ithbat）中记载的一个事件可能显示了年轻阿里的政治敏锐性——尽管在其他资料中被赋予了神奇色彩。该事件发生于伊斯兰历232年（846-847年），由瓦西格宫廷侍从海兰·卡迪姆（Khayran al-Khadim）转述：阿里·哈迪询问哈里发的健康状况，海兰告知瓦西格将不久于人世，并透露普遍认为其子将继位。但阿里·哈迪准确预言了哈里发之弟贾法尔·穆塔瓦基勒（al-Mutawakkil，reign|847|861）的继任。

### 穆塔瓦基勒统治时期（統治時期847–861）
部分由于宰德派什叶反对势力的复兴，穆塔瓦基勒对穆尔太齐赖派和什叶派进行迫害，其程度之甚连逊尼派史料都记载了他对什叶派的敌意。这位哈里发可能对任何诋毁圣门弟子或先知妻室者处以鞭刑致死——其中部分人物在什叶派观点中评价负面。十二伊玛目派学者穆罕默德·侯赛因·塔巴塔巴伊（卒于死亡年份|1981）记载，穆塔瓦基勒公开诅咒阿里·伊本·艾比·塔利卜，并命令小丑在宴会上嘲弄阿里。根据其命令，阿里之子侯赛因·伊本·阿里（卒于死亡年份|680）在卡尔巴拉的圣陵被摧毁，墓地遭水淹后被犁平耕种以消除所有痕迹，旨在阻止什叶派前往该地朝觐——此类活动亦被明令禁止。
846年穆塔瓦基勒发动的逮捕与酷刑行动，导致阿里·哈迪在巴格达、泰西封、库法和萨瓦德的部分追随者遇害。这些遇难者由新代表接替，包括哈桑·本·拉希德和艾尤布·本·努哈。穆塔瓦基勒的政策还使汉志和埃及的许多阿里后裔陷入贫困。据载哈里发惩罚与阿里后裔交易者，从而在经济上孤立他们。早年麦蒙归还给阿里后裔的法达克村，此时被穆塔瓦基勒没收并赐予早期哈里发欧麦尔（reign|634|644）的后裔——名为阿卜杜拉·本·欧麦尔·巴兹亚尔。哈里发还罢免了涉嫌同情什叶派的官员，包括吉巴勒省塞马拉和锡拉万的总督。穆塔瓦基勒任命欧麦尔·本·法拉吉为汉志圣城总督，此人禁止阿里后裔解答宗教咨询或接受馈赠，迫使他们陷入贫困。哈里发还创建了名为"沙基里亚"的新军，兵源来自反阿里派的地区，如叙利亚、上美索不达米亚、吉巴勒、汉志，以及亲阿巴斯王朝的族群"国家之子"。这些政策通过其官员实施，特别是艾哈迈德·本·哈西卜·贾尔贾拉伊（卒于死亡年份|879）和法特赫·本·哈坎（卒于死亡年份|861）。

#### 被召至萨迈拉（约848年）
在穆塔瓦基勒哈里发时期，麦地那总督阿卜杜拉·本·穆罕默德向哈里发上书警告哈迪（al-Hadi）的颠覆活动，指控其藏匿武器和为追随者准备书籍。另据《确证》（Ithbat）记载，此事源于麦地那祈祷领拜人布拉希亚·阿巴西（Burahya al-Abbasi）的建议，他可能以哈迪煽动反对哈里发为由，建议将其驱逐出城。得知指控后，哈迪亦致信穆塔瓦基勒自辩。哈里发回信措辞恭敬，但要求他携家迁往阿拔斯新都萨迈拉——这座位于巴格达以北的军事重镇驻守着突厥禁卫军。信中同时宣布罢免阿卜杜拉的麦地那总督职务，该信件内容载于《引导书》（Kitab al-Irshad）和什叶派权威圣训集《卡菲》（al-Kafi）中，后者由十二伊玛目派著名学者库莱尼（卒于941年）编纂。伊斯兰学者威尔弗雷德·马德隆（Wilferd Madelung）认为信件真实可信，而沃德罗普（Wardrop）指出，信中恭敬安抚的语调表明哈里发谨慎避免引发麦地那阿里派起义，尽管并无证据显示哈迪确有反叛意图。穆斯林学者贾西姆·侯赛因（Jassim M. Hussain）认为，哈里发官员（包括阿卜杜拉）的调查将什叶派伊玛目与巴格达、泰西封、库法等地伊玛目派的秘密活动联系起来，故召其至萨迈拉监管。此举延续了前任哈里发麦蒙的政策——曾将伊玛目里达（al-Rida）和贾瓦德（al-Jawad）软禁于宫廷。
哈里发书信日期应为伊斯兰历233年朱马达二月（848年1月），但《引导书》作者穆菲德（al-Mofid）误记为伊斯兰历243年朱马达二月（857年10月）。沃德罗普与马德隆均认为后一日期不可靠，而前一日期与《辞章之道》（Bihar）记载哈迪在萨迈拉居住二十年的说法吻合。护送哈迪赴萨迈拉的官员在不同史料中有异：叶海亚·本·哈斯玛（Yahya ibn Harthama）、叶海亚·本·胡拜拉（Yahya ibn Hubayra）或阿塔布·本·阿比·阿塔布（Attab ibn Abi Attab）。历史学家麦斯欧迪（al-Mas'udi）补充记载，护送者搜查哈迪麦地那住所时未发现颠覆证据，并通过承诺保障哈迪安全平息了民众骚动。逊尼派历史学家伊本·赫里康（卒于1282年）亦有类似记载。

#### 阿拔斯宫廷生活
当哈迪（al-Hadi）接近巴格达时，民众聚集围观，总督伊斯哈格·本·易卜拉欣·穆萨比（Ishaq ibn Ibrahim al-Mus'abi）亲自出城热情相迎。伊斯兰历233年斋月23日（848年5月1日）抵达萨迈拉后，哈里发虽未立即接见，但为其安排了位于城郊军营区（al-Askar）的住所——该区域主要驻屯军队，具体位置在阿比·艾哈迈德大街中心地段。护送官叶海亚（Yahya）向哈里发转达了塔希里（al-Tahiri）与突厥将领瓦西夫·图尔基（Wasif al-Turki）的建议，促使哈里发决定礼遇哈迪。不过仍有记载称其初抵萨迈拉时曾遭短暂软禁。
此后约二十年间，哈迪在严密监视下生活直至去世。现代学者爱德华·休姆斯（Edward D. A. Hulmes）、穆贾恩·莫门（Moojan Momen）、哈米德·马瓦尼（Hamid Mavani）与雷扎·阿斯兰（Reza Aslan）均将这段时期比作囚禁生活。尤其受限的是他与普通什叶信徒的接触机会——早期史料中相关记载的稀缺可资佐证。《辞章之道》（Bihar）曾描述一群渴望觐见的访客竟不识伊玛目真容的情形。现存记载多描绘哈迪屡遭穆塔瓦基勒及其廷臣羞辱迫害，更有证据表明哈里发至少一次试图谋害他。塔巴塔巴伊与伊斯兰学者阿卜杜勒阿齐兹·萨切迪纳（Abdulaziz Sachedina）进一步指出，哈里发多次意图杀害哈迪并搜查其宅邸。萨切迪纳认为，顾忌民众骚动及哈迪日益彰显的虔敬学者形象阻止了哈里发下杀手。
马德隆则援引哈迪自述，称虽非自愿迁居萨迈拉，但因当地水土宜人而愿久居。他认为哈迪可在城内自由活动，持续通过书信指导帝国各地的代理人并接收信徒捐赠。萨切迪纳将此解读为哈迪未构成实质威胁，而沃德罗普提出，什叶派伊玛目的精神感召力可能比易镇压的武装叛乱更令当局忌惮。
伊斯兰学者法尔哈德·达夫塔里（Farhad Daftary）、萨切迪纳与侯赛因均认同哈迪与追随者保持联系，但后者强调这些往来是在哈里发监视下秘密进行。沃德罗普指出，穆塔瓦基勒宫廷本就存在荣宠与猜忌的循环，而对拥有活跃追随者的什叶派伊玛目，十二伊玛目派史料明显侧重迫害记载。她注意到哈迪的多数事迹记载集中于萨迈拉时期，可能因其靠近权力中心与伊拉克什叶派聚居区而更具"新闻价值"。虽部分记载或存夸大，但整体仍反映历史真相而不宜忽视。

### 晚年（861–868年）

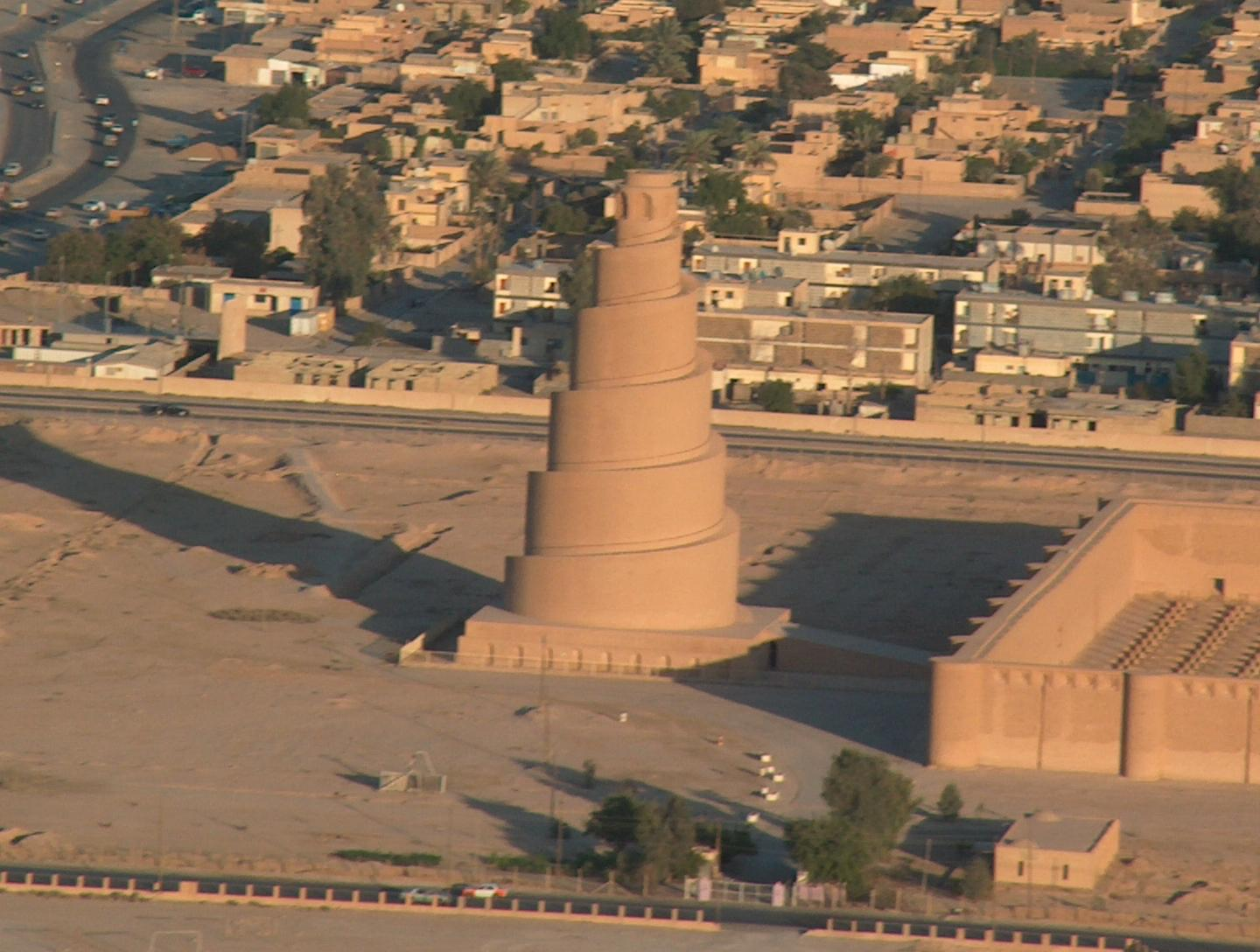

穆塔瓦基勒遇刺后，阿里·哈迪继续居住在萨迈拉，历经穆恩塔西尔（在位|861|862年）的短暂统治、穆斯塔因（在位|862|866年）的四载执政，直至868年穆塔兹（在位|866|869年）哈里发时期去世。 特别是穆恩塔西尔和穆斯塔因一定程度上放松了穆塔瓦基勒的反阿里德政策，哈迪因此在这段时期生活相对自由。 例如，穆恩塔西尔将法达克归还阿里家族，并允许他们朝谒侯赛因陵墓。 但在穆斯塔因时期，其埃及总督逮捕了阿里德领袖伊本·阿比·胡德拉，并于862年将其支持者流放至伊拉克（据逊尼派历史学家穆罕默德·本·优素福·金迪（卒于|961年）记载）。 另据库莱尼所述，在埃及，哈迪的追随者穆罕默德·本·哈贾尔被杀，另一名追随者赛义夫·本·莱斯的财产被统治者没收。 其他地区，哈迪的部分支持者在萨迈拉被捕，而其库法主要代理人阿尤布·本·努哈则受到当地卡迪审判。
另一方面，侯赛因指出864–865年阿里德起义在库法、塔巴里斯坦、伊朗雷伊、加兹温、埃及和汉志爆发。 他补充说，麦加起义领袖是伊玛目派成员穆罕默德·本·马鲁夫·希拉里（卒于|864年），而库法起义领袖叶海亚·本·欧麦尔（卒于|864年）则受到哈迪代理人阿布·哈希姆·贾法里的赞誉。穆塔兹时期，阿拔斯王朝发现塔巴里斯坦与雷伊的叛乱者与哈迪亲近的伊玛目派人物存在关联，遂将这些人逮捕并流放至萨迈拉，包括穆罕默德·本·阿里·阿塔尔、阿布·哈希姆·贾法里，以及哈迪的两个儿子哈桑与贾法尔。更多关联细节被逊尼派历史学家塔巴里（卒于|923年）记录。侯赛因认为，这些事件为穆塔兹时期阿拔斯王朝谋杀哈迪铺平道路。 萨切迪纳也持相同观点，指出穆塔兹恢复了对哈迪的限制，什叶派史料指控其谋害了哈迪。

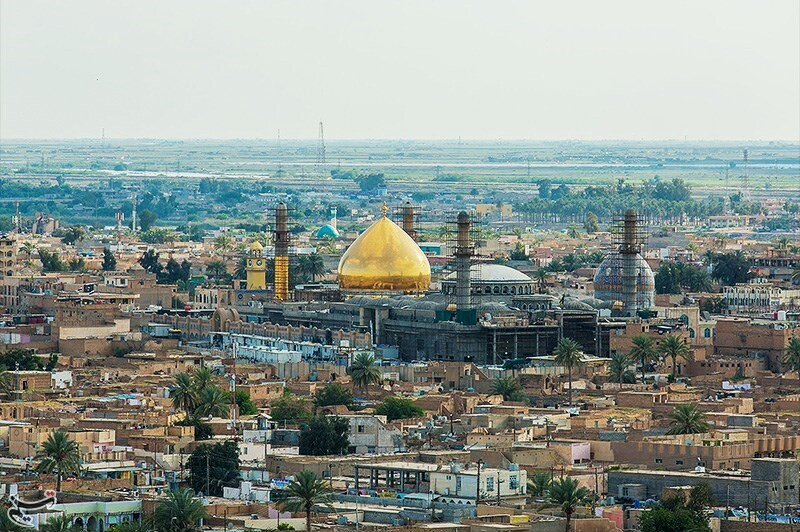

### 逝世（868年）
据塔巴里与库莱尼记载，哈迪于伊斯兰历254年朱马达·阿色尼月26日（公元868年6月21日）逝世，享年约四十岁，时值穆塔兹哈里发时期。 其他记载的日期均落在伊斯兰历254年朱马达·阿色尼月至拉贾卜月间（公元868年6-7月）。 什叶派每年在拉贾卜月3日举行纪念活动。 多数什叶派学者认为他是被阿拔斯王朝毒杀。 例外包括：穆菲德未提及哈迪死因； 亲什叶派历史学家雅古比（卒于|897-8年）称其离奇死亡； 伊斯法哈尼的《塔利比殉道录》未将哈迪列入殉道者名单。 现代学者中，塔巴塔巴伊认定哈迪系穆塔兹授意毒杀， 侯赛因则将其遇害与阿拔斯王朝发现其关联什叶派起义相联系。 莫门持异议，指出哈迪逝世时实权已归土耳其将领，谋杀对哈里发无政治收益。 各史料对死亡细节的记载亦存在分歧。
什叶派文献指控阿拔斯王朝需对多位伊玛目之死负责，认为逊尼派史料对此缄默是出于恐惧压制。十二伊玛目派圣训学家伊本·沙赫拉舒布（卒于|1192年）宣称其著作《阿布·塔利卜家族功勋录》旨在揭露被掩盖的真相。 另有传述源自第五伊玛目穆罕默德·巴基尔（卒于|732年），预言十二伊玛目除末代隐遁者外皆将因显赫名声而殉难； 第八伊玛目里达亦曾回应追随者称，即便民众已通过宣誓效忠并铸币承认其权威，迫害仍不可避免。
据载哈里发之弟穆瓦法克（卒于|891年）主持了殡礼，但因哀悼者众迫使家属将遗体运回住所安葬。 该住所后经什叶派与逊尼派资助扩建为圣陵。近代纳赛尔丁·沙阿·卡扎尔（在位|1848|1896年）统治波斯期间于1868-1869年下令重建，1905年增建金顶。 除哈迪外，陵内还安葬其子哈桑·阿斯克里 与其姐哈基玛·哈通。 这座重要什叶派圣地于2006年2月遭轰炸严重损毁。

## 伊玛目继承

### 继任指定

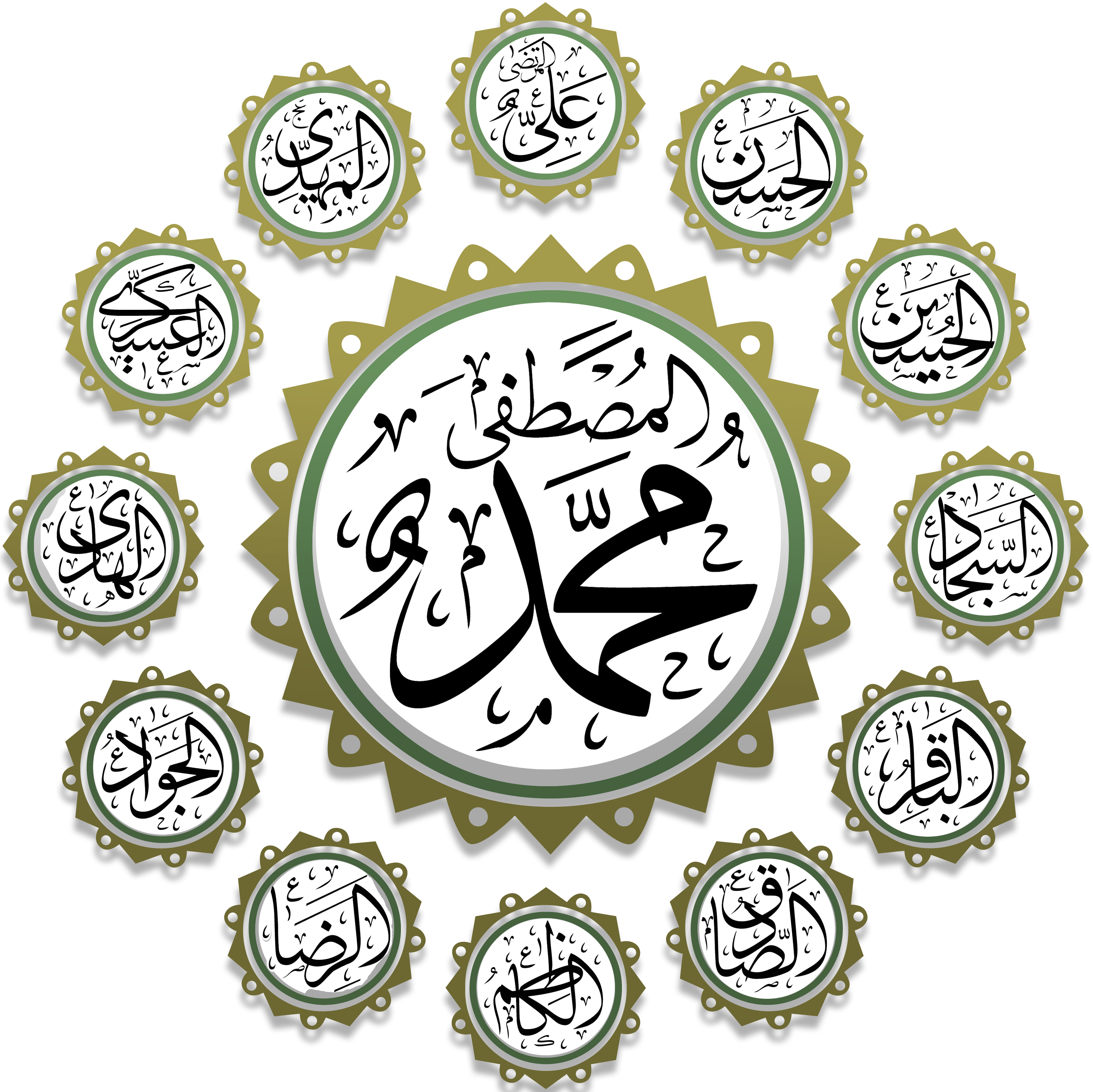

根据达夫塔里与侯赛因的研究记载，在贾瓦德于835年逝世后，其多数追随者承认其子阿里为继任伊玛目。如沃德罗普所述，阿里·哈迪继任时年仅七岁左右。尽管需要前任核心圈子的支持，但基于贾瓦德时期的先例，阿里的伊玛目地位仍获得广泛接受。
关于继位过程的详细记载可见于《卡菲》、《导引》及《辞海》等典籍。据这些文献记载，贾瓦德通过口头遗嘱向其侍从阿布·海尔拉尼宣布阿里为继承人。沃德罗普考证此人实为贾瓦德的亲信艾哈迈德·本·哈马德·马尔瓦兹，而莫达瑞西则记载其名为海尔·哈迪姆。
库姆的著名伊玛目派学者艾哈迈德·本·穆罕默德·本·伊萨当时恰在探视贾瓦德，意外听闻了这一指定。贾瓦德去世后，艾哈迈德与穆罕默德·本·法拉吉·鲁哈吉等十余人召开会议。作为贾瓦德的代表，穆罕默德在其住所主持了这次会议。艾哈迈德虽最终证实了这一指定，但表示更希望这一殊荣属于阿拉伯人。经过商议，与会者最终承认了阿里的伊玛目地位。
《卡菲》中记载的贾瓦德遗嘱为此提供了进一步佐证。正如莫达瑞西所指出，这些记载表明仅凭长子身份并不足以确立继承合法性。历史记录显示，最初有少数人追随穆萨，但在穆萨明确否认自己的伊玛目身份后，这些人重新归顺了阿里·哈迪。

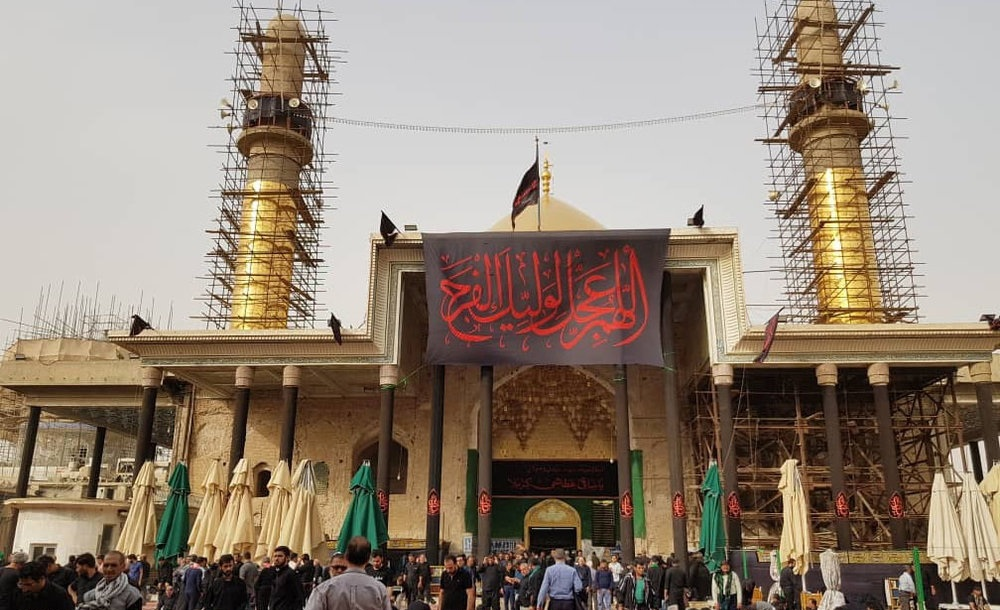

### 代表体系
伯恩海默（Bernheimer）将哈迪（al-Hadi）的伊玛目时期视为什叶派历史的关键转折点：伊玛目对什叶社区的直接影响因哈迪被阿拔斯王朝召至萨迈拉（Samarra）而终结——他在那里受到哈里发的持续监控直至去世。 尽管如此，与前几任伊玛目类似，哈迪仍通过秘密的地下代表网络（单数wakil）进行联络， 这些代表负责伊玛目派什叶的财政与宗教事务， 尤其是征收宗教税如胡姆斯（五分之一税）。 这些代理人逐渐接管了指导和组织什叶社区的功能，遵循与什叶伊玛目相同的政治静默原则。 他们的活动范围被划分为四个地理区域：第一区包括巴格达、泰西封（Mada'in）、萨瓦德（Sawad）与库法；第二区涵盖巴士拉与阿瓦士；第三区包括库姆与哈马丹；第四区涵盖汉志、也门及埃及。 每个区域由一名总代理负责，其职责还包括任命辖区内的次级代理人。
伊玛目派史料记载了阿拔斯王朝多次失败的拦截行动，包括伊本·哈坎（Ibn Khaqan）假意同情以渗透网络，或代理人在最后时刻中止任务。 尽管如此，穆塔瓦基勒（al-Mutawakkil）在850年与穆斯塔因（al-Mustai'n）在862年仍发动了镇压浪潮， 部分被捕代理人死于酷刑，其余被长期监禁。 哈迪的信任代理人包括：
阿里·伊本·马赫齐亚尔·阿瓦兹（Ali ibn Mahziar Ahvazi）：他是哈迪在阿瓦士的代理人，曾为贾瓦德（al-Jawad）效力，后侍奉哈迪。 著有《征兆之书》（Kitab al-Malahim）与《复活者之书》（Kitab al-Qa'im），均关于隐遁教义。 其子易卜拉欣与穆罕默德后来成为穆罕默德·马赫迪（Muhammad al-Mahdi）在阿瓦士的代表。 
奥斯曼·伊本·赛义德·阿萨迪（Uthman ibn Sa'id al-Asadi）：他被哈迪任命为巴格达代理人，后成为哈桑·阿斯卡里（Hasan al-Askari）的代理，并被认作十二伊玛目派中穆罕默德·马赫迪的四位代表之首。 其子穆罕默德为马赫迪的第二任代表。 
艾哈迈德·伊本·伊斯哈格·阿什阿里（Ahmad ibn Ishaq al-Ash'ari）
阿里·伊本·比拉勒（Ali ibn Bil'al）：他作为哈迪在瓦西特（Wasit）的代表，原籍巴格达，曾追随贾瓦德，后效忠阿斯卡里。当代伊玛目派圣训传述者穆罕默德·伊本·艾哈迈德·伊本·叶海亚通过阿里·伊本·比拉勒的权威传递哈迪的教诲。 
易卜拉欣·伊本·穆罕默德·哈马丹尼（Ibrahim ibn Muhammad al-Hamadani）：他是哈迪在哈马丹的代理人，其家族后代持续为后续伊玛目服务。}} 
阿里·伊本·贾法尔·哈马尼（Ali ibn Ja'far al-Hamani）
艾尤布·伊本·努哈（Ayyub ibn Nuh）
哈桑·伊本·拉希德（Hasan ibn Rashid）
穆罕默德·伊本·法拉吉·鲁哈吉（Muhammad ibn al-Faraj al-Rukhaji）：他曾追随里达（al-Rida），并担任贾瓦德与哈迪的代理人，在什叶派中被视为可靠圣训传述者。其著作《问题之书》（Kitab al-Masa'il）由艾哈迈德·伊本·希拉勒传述。贾瓦德去世后，什叶要员在其家中集会，承认哈迪的伊玛目地位。 后因穆塔瓦基勒的迫害入狱八年，获释后请求哈迪协助恢复财产，但伊玛目预言这些财产对其无益，不久他便去世。}} 
由于该网络的秘密性质，也存在冒称哈迪代表的伪代理人。 例如法里斯·伊本·哈提姆·伊本·马哈维赫·加兹维尼（Faris ibn Hatim ibn Mahawayh al-Qazvini）最初是哈迪在伊朗中部及西部（Jibal地区）的代表， 但862年与阿里·伊本·贾法尔发生冲突后被禁止代收宗教捐献。他仍继续侵吞税款未上交， 最终于864年被哈迪逐出教门。 因法里斯持续公开煽动反对哈迪，后者宣布处死他， 其于哈桑·阿斯卡里时期被刺杀。

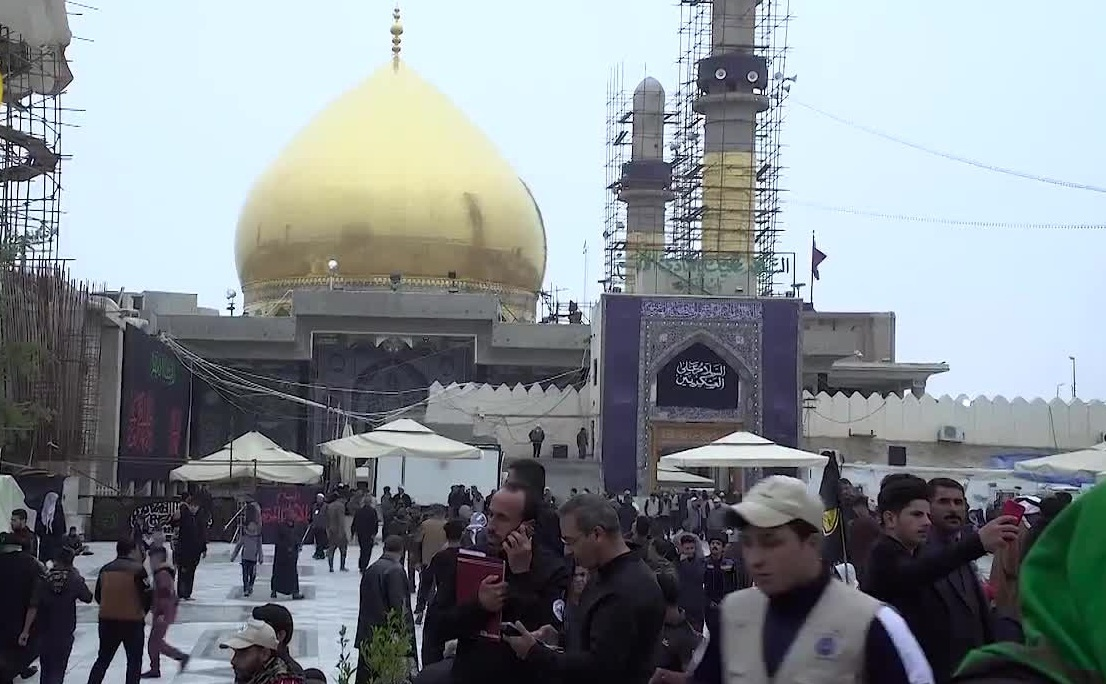

### 圣迹

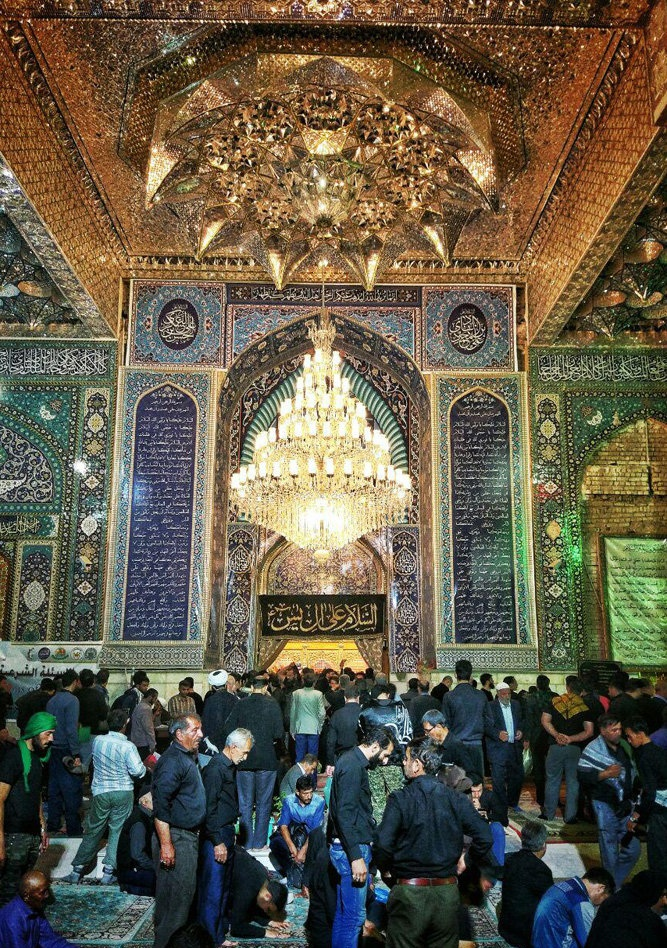

十二伊玛目派认为，哈迪（al-Hadi）通晓波斯语、斯拉夫人、印度人及纳巴泰人的语言。 塔巴里西（al-Tabarsi）记载，哈迪能流畅使用七十三种语言，可能呼应穆罕默德所传圣训中关于其教派将分裂为七十三支的预言。 这种语言奇迹并非哈迪独有，所有什叶派伊玛目均被赋予类似能力。 其中一则记载来自易卜拉欣·伊本·马赫齐亚尔（Ibrahim ibn Mahziyar），他描述在伊斯兰历228年（公元842-843年）见到年幼的哈迪与其兄阿里及仆人马斯鲁尔（Masrur）同行，次日哈迪特意召见马斯鲁尔并用其母语波斯语交谈。
十二伊玛目派文献还记载了哈迪对迫害者穆塔瓦基勒（al-Mutawakkil）死亡的预言。 该事迹的不同版本见于《 Bihar》（《光的海洋》）、 《al-Khara'ij wa-l-jara'ih》（《奇迹与征象》）、 《Ithbat al-hudat》（《伊玛目使命之证》）及《Uyun al-mu'jizat》（《圣迹之源》）。 另一则《 Bihar》记载中，哈迪预先知晓访客的宗教疑问——据其远亲伊沙克·伊本·阿卜杜拉·阿拉维（Ishaq ibn Abd-Allah al-Alawi）叙述，问题涉及伊斯兰先知诞生日、受启示日、大地展开日及盖迪尔·胡姆日的斋戒意义。 据《al-Irshad》（《指引》）载，哈迪曾向同伴展示天堂景象。 《 Bihar》还描述，奉命刺杀哈迪的士兵因"其威严之相"而不敢动手，见他周围有百柄悬剑。
在穆塔瓦基勒宫廷中，哈迪揭穿一名自称栽娜卜·宾特·阿里（阿里之女）的冒名者：他步入哈里发的狮笼证明阿里后裔不受猛兽伤害，而该女子拒绝效仿。另有记载称，哈迪将地毯上的狮子图案化为活兽，吞食了受命羞辱伊玛目的杂耍艺人；还有传统叙述他点沙成金救济穷人。 前往萨迈拉途中，哈迪在晴空下预作防雨准备，数小时后暴雨骤降令随从惊叹。但他否认此为奇迹，解释自己只是通过自然迹象预判风暴——此记载见于麦斯欧迪（al-Mas'udi）《al-Muruj》（《黄金草原》）。

### 继承
阿里·哈迪（Ali al-Hadi）去世后留下两子：贾法尔·伊本·阿里·哈迪（Ja'far ibn Ali al-Hadi）及其兄长哈桑·阿斯卡里（Hasan al-Askari）。 后者生于麦地那，其母为Template:Umm walad（女奴出身），不同文献记载其名称为胡黛丝（Hudayth）、苏珊（Susan）或萨莉勒（Salil）。 哈迪去世后，多数追随者承认其成年儿子哈桑为继任伊玛目， 因终生被拘禁于军事重镇萨迈拉（Samarra），哈桑通常被称为"阿斯卡里"（意为"军营者"）。 伊玛目派史料记载，哈迪于868年去世前一个月正式指定哈桑为继承人， 此举发生在长子穆罕默德·伊本·阿里·哈迪（Muhammad ibn Ali al-Hadi）去世后——部分人曾预期穆罕默德将继任伊玛目。  
哈迪去世后，其次子贾法尔曾自称伊玛目但未获承认， 伊玛目派文献因此称其为"贾法尔·卡扎布"（谎称者）。 部分人认为贾法尔品行不端，尤其不适合此位。 穆罕默德之死与贾法尔的恶名客观上促成了哈桑的继位。 但据《Ithbat al-hudat》记载，许多伊玛目派信徒对哈桑并不熟悉，哈迪的代理人在巩固其地位中发挥了关键作用。 仍有部分人视哈迪为末代伊玛目，据传哈桑曾向阿拔斯帝国各地的伊玛目派要员致信以消除疑虑。  
874年哈桑·阿斯卡里无嗣而终时，部分追随者以"伊玛目不可无后"为由否认其地位。其中已消亡的穆罕默迪耶派（Muhammadite Shia）坚称早逝的穆罕默德·伊本·阿里·哈迪才是第十一任伊玛目，并认为他就是伊斯兰末世救世主马赫迪。 与此派相关的伊本·努赛尔（Ibn Nusayr）将哈迪神化并自封为先知，他创立了已灭绝的什叶派极端分支努赛里派（Nusayris）。 此类加鲁特派（Ghulat）信徒奉伊玛目为神。

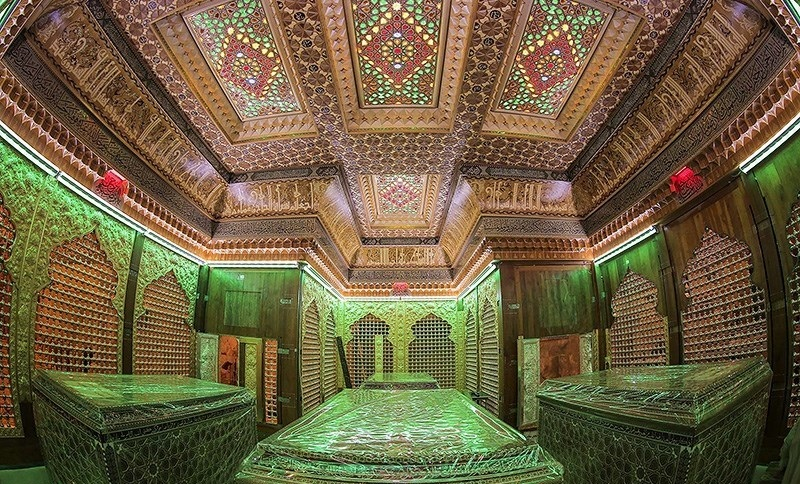

#### 贾法里派
承认哈迪幼子贾法尔为伊玛目者被称为贾法里派（Ja'farites），其成员形成不同分支：继承派：874年哈桑·阿斯卡里无嗣而终后转向贾法尔；指定派：以库法神学家阿里·伊本·塔希（Ali ibn Tahi al-Khazzaz）为代表，主张阿斯卡里生前已指定贾法尔继任。此派多属已消亡的法提派（Fathite）成员；直承派：认为哈迪直接指定贾法尔为继承人；纳菲斯派（Nafisites）：主张长子穆罕默德本应继位，其临终前通过仆人纳菲斯（Nafis）将遗嘱交予贾法尔，跳过哈桑。纳菲斯后被杀害。  
法里斯·伊本·哈提姆（Faris ibn Hatim）的部分追随者声称其子穆罕默德继任伊玛目，并在生前指定弟弟贾法尔为继承人，故他们承认贾法尔而非阿斯卡里。 这实为对哈桑的对抗——因哈迪曾以侵吞宗教资金和公开煽动为由驱逐法里斯，哈桑支持其父决定。 贾法尔早逝后，部分人转而追随其后裔。 至伊斯兰历373年（983-984年），贾法里派已消亡，部分信徒改宗主流十二伊玛目派，部分迁往埃及等地加入苏菲教团。

## 著作
哈迪（al-Hadi）关于自由意志的神学论文及若干短篇文献被收录于十二伊玛目派圣训集《Tuhaf al-Uqul》（《智慧之礼》）。 据马瓦尼（Mavani）所述，什叶派关于胡姆斯（Khums，五分之一税）的圣训多追溯至哈迪及其前任贾瓦德（al-Jawad）。 什叶法学家侯赛因-阿里·蒙塔泽里（2009年逝世）认为，胡姆斯体现了伊玛目作为宗教与世俗领袖的裁量权，其征收旨在对抗将天课（Zakat）用于"维持压迫者（哈里发）奢靡生活"的体制。 典型例证是哈迪致新任代理人哈桑·伊本·拉希德（Hasan ibn Rashid）的回信，其中将胡姆斯定义为对满足基本需求后的剩余财产、农产品及工商业收入的征税。 另一封致易卜拉欣·伊本·穆罕默德·哈马丹尼（Ibrahim ibn Muhammad al-Hamadani）的信件进一步阐明：胡姆斯应在扣除土地成本、家庭开支及统治者征收的土地税（kharaj）后缴纳。
唐纳森（Donaldson）引述一段通过阿里·伊本·阿比·塔利卜（Ali ibn Abi Talib）传述的哈迪圣训，将信仰（iman）定义为"存于人心并由行为印证"的内在确信，而皈依（islam）仅是"口头表白以确立宗教纽带"的外在形式。 《al-Kafi》（《大全》）中归于哈迪的圣训预言了其孙——第十二任伊玛目的隐遁，并称其为穆罕默德家族的胡加（Hujja，真主之证）。 马瓦尼另引塔巴里西传述的哈迪圣训：
当你们的卡伊姆（al-Qa'im）隐遁后，部分宗教学者（ulama）将号召人们信仰其伊玛目身份，并运用真主赐予的明证捍卫宗教，使心智脆弱的信众免受撒旦及其追随者的蛊惑，或反阿里派（al-nawasib）的欺骗。若此类学者不复存在，世人皆将背离真主之道。正如舵手掌控船舵，学者们将紧握什叶派弱信者的心弦，防止其迷失。这些学者在至尊真主眼中最为高贵。